# 귀도 버벡

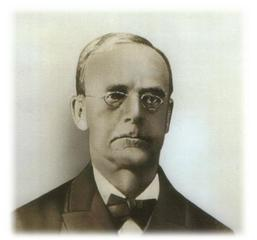
1887년경

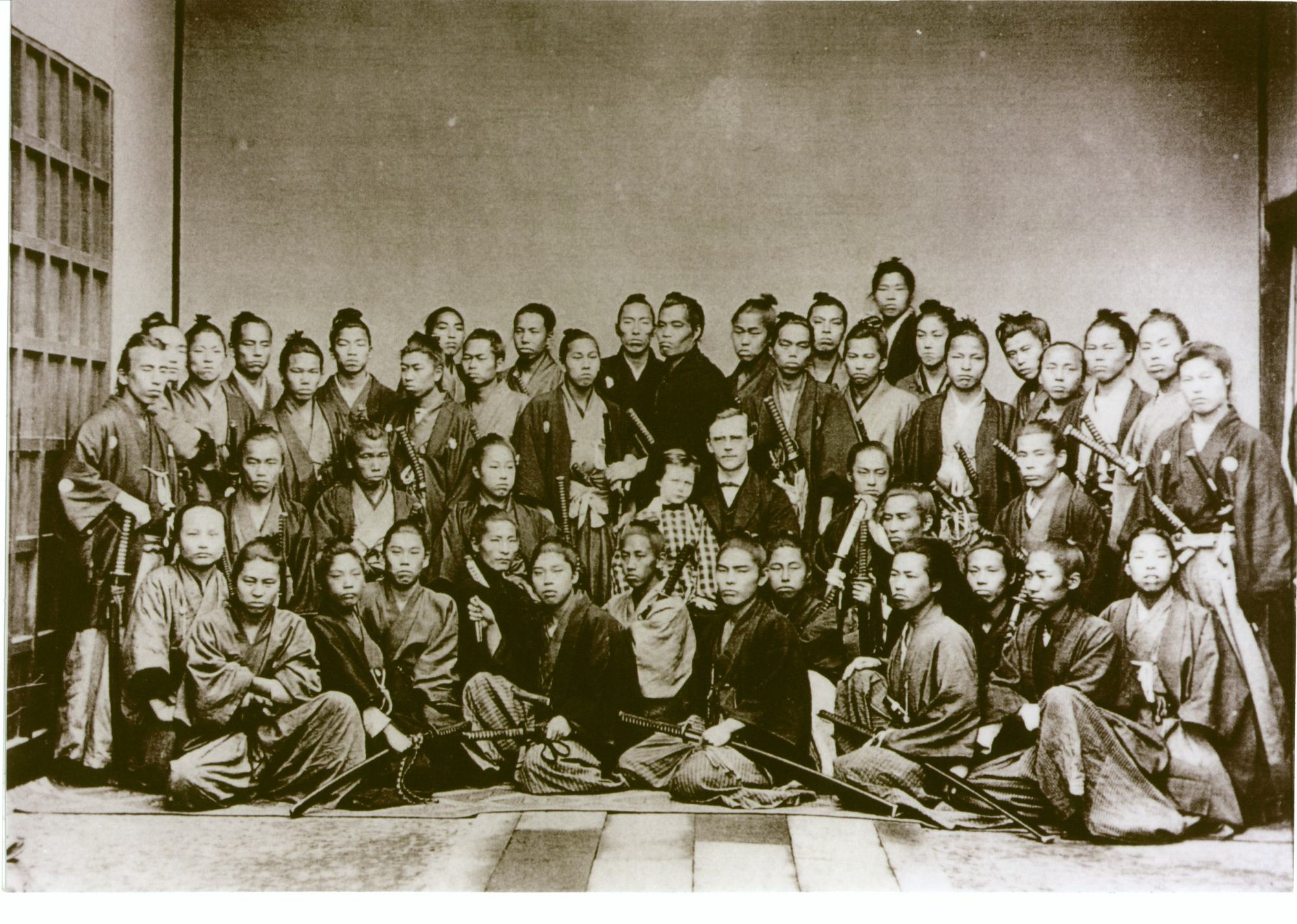
1868년 사가번사가 운영하여 서양 학문을 가르치던 치원관(致遠館) 학생들과 찍은 사진.

귀도 버벡(Guido Verbeck, 1830년 1월 23일 ~ 1898년 3월 10일)은 네덜란드 출신으로 미국 이민을 거쳐 메이지 시대 일본으로 파견된 정치고문, 교육인, 네덜란드 개혁교회 선교사였다. 네덜란드어 출생명은 휘도 헤르만 프리돌린 페르베이크(Guido Herman Fridolin Verbeek)이며, 일본에서는 구이도 후루벳키(일본어: グイド・フルベッキ)라는 옛 표기로 더 잘 알려졌다.
네덜란드의 제이스트에서 태어나 위트레흐트에서 공학을 공부한 그는 22세에 처남의 초대로 미국으로 이주하여 엔지니어로 일했다. 신앙의 감동을 느낀 그는 뉴욕의 한 신학교에 입학하여 1859년 졸업하고 네덜란드 개혁교회 선교사로서 일본으로 건너갔다. 1864년부터 그는 나가사키의 양학소(洋学所)에서 외국어, 정치학, 과학을 가르쳤는데 그 제자 중에는 메이지 유신의 주역인 오쿠마 시게노부, 이토 히로부미, 오쿠보 도시미치, 사가라 도모야스, 소에지마 다네오미 등이 있었다. 이후 그는 산조 사네토미 하의 메이지 정부에서 외국인 초빙고문을 맡았으며, 이때 현(縣) 단위 지방 행정 체제 수립이나 이와쿠라 사절단 파견에 영향을 끼쳤다.
1890년 미국으로 귀국하려 했으나 국적 문제로 입국이 거부되어 일본에 머물렀다. 버벡은 1898년 도쿄에서 심장마비로 사망하여 아오야마 영원의 외국인 묘역에 묻혔다.

## 같이 보기
- 유니테리언 유니버설리즘
- 일본조합기독교회